# 구스 아일랜드

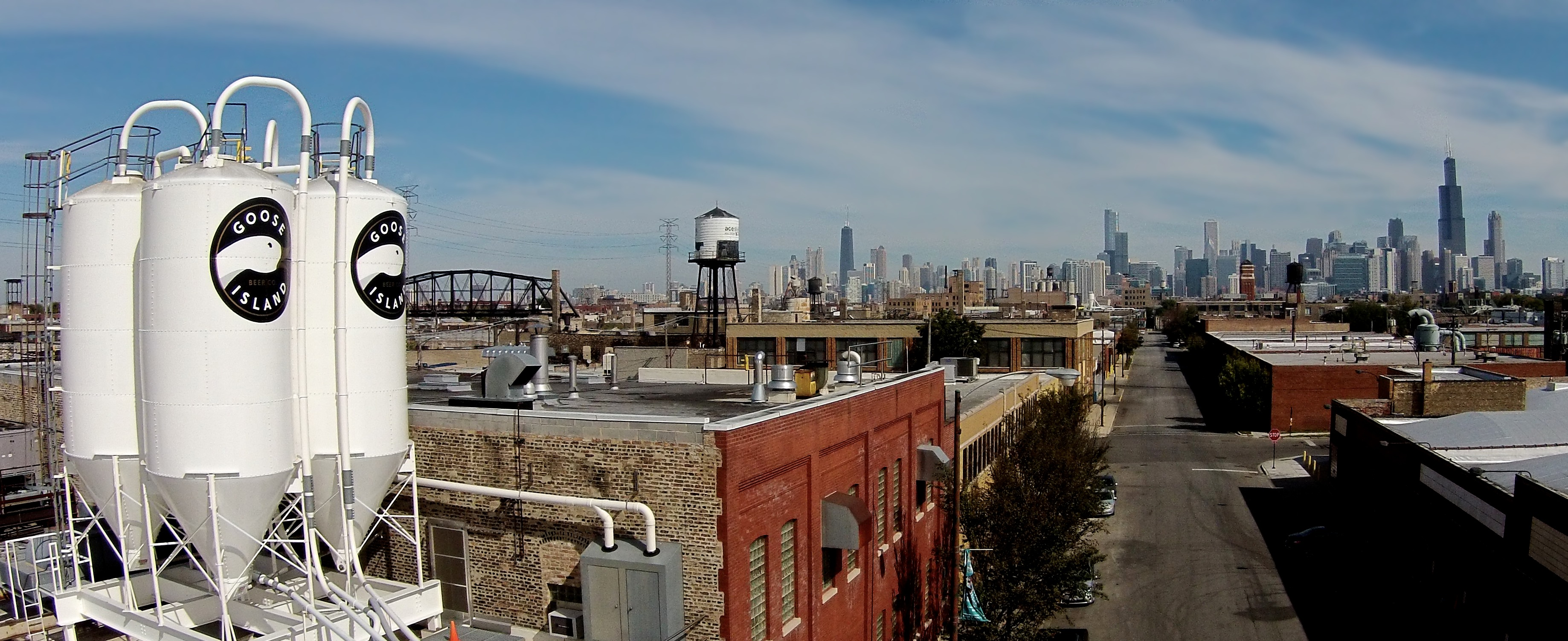

구스 아일랜드(영어: Goose Island Brewery)는 1988년 미국의 일리노이주 시카고에 설립된 양조장이자 선술집이다. 첫 양조장 근처에 위치한 구스 섬에서 명칭을 따왔다. 1995년에는 규모가 더 큰 두번째 양조장을 설립하였고, 1999년에는 링글리빌에 두번째 선술집을 개점하였다. 2011년 이후 현재 구스 아일랜드의 소유주는 앤하이저부시 인베브이다.
2006년 위드머 브라더스 브루어리가 구스 아일랜드의 지분을 구매한 이후 구스 아일랜드의 맥주는 미국과 영국 전역에 유통되었고, 이후 구스 아일랜드의 판매 시장이 국제적으로 확장되었다.
구스 아일랜드의 설립자이자 브루마스터였던 존 홀은 2011년 앤하이저부시 인베브와의 계약 이후 사임하였고, 브렛 포터가 새 브루마스터로 선임되었다.

## 지점
구스 아일랜드는 현재 토론토와 상 파울로, 서울, 샹하이, 런던을 포함해 전세계에 다양한 특성의 맥주집을 운영하고 있다.